# Waldo Rubio
Waldo Rubio Marín (Badajoz, 17 de agosto de 1995) es un futbolista español que juega de centrocampista en el AEK Larnaca de la Primera División de Chipre.

## Carrera
Waldo Rubio ingresó en las categorías inferiores del Atlético Onubense, equipo en el que jugó desde 2014 a 2016. Más tarde, formó parte de la primera plantilla del decano del fútbol español, el Recreativo de Huelva, disputando la temporada 2016-17 en Segunda División B.
En la temporada 2017-18 se une a las filas del Córdoba C. F., con el que descendió de Segunda B a la Tercera División, marcando siete goles en veintinueve partidos. Ese endimiento ofrecido desde la posición de extremo derecho permitió su debut en Segunda División, donde participó en dos jornadas consecutivas, ante el Cádiz C. F. y el Albacete Balompié.
En verano de 2018 se incorporó al filial del Real Valladolid C. F. firmando por una temporada.
En marzo de 2019 amplió su vinculación con el club blanquivioleta hasta el verano de 2022 y que incluiría una cláusula por la que en junio de 2019 sería jugador del primer equipo. En el filial había disputado 24 encuentros en los que anotaría seis goles.
Su temporada 2018-19 en el filial le permitió incorporarse al Real Valladolid C. F. en las últimas jornadas de la temporada. El 27 de marzo de 2019 el Real Valladolid anunció que ocuparía hasta final de campaña el hueco dejado en la primera plantilla por Pablo Hervías, lesionado de larga duración. El 5 de mayo, marcó en el estadio José Zorrilla, su primer gol en Primera División ante el Athletic Club en la jornada 36, que dio la victoria al Valladolid por 1-0.
El 1 de julio de 2021 fue cedido al Círculo de Brujas de Bélgica durante una temporada. Debutó el 31 de julio y anotó su primer gol que sirvió para darle al equipo un punto ante el Oud-Heverlee Leuven. La semana siguiente también vio puerta en el derbi de Brujas que nuevamente supuso el empate definitivo. El 1 de diciembre, en partido de la Copa de Bélgica, sufrió rotura en el cuádriceps frente al K. V. Malinas. El 16 de diciembre se confirmó que había tenido que operarse de la rotura en el cuádriceps, por lo que tendría que estar varias semanas de baja. A raíz de ello, el 27 de enero se confirmó su retorno al equipo castellano y leonés para terminar de recuperarse de su lesión.
El 19 de agosto de 2022 acordó su salida del Real Valladolid y firmó por dos años con el C. D. Tenerife. Finalmente estuvo tres temporadas, en las que marcó nueve goles en 92 partidos, y en junio de 2025 fichó por el AEK Larnaca.

## Clubes
- Actualizado a 1 de junio de 2025.[16]

| Club                       | País          | Año           | Partidos | Goles |
| -------------------------- | ------------- | ------------- | -------- | ----- |
| Atlético Onubense          | España        | 2014-2016     | 23       | 3     |
| Recreativo de Huelva       | España        | 2016-2017     | 43       | 1     |
| Córdoba C. F. "B"          | España        | 2017-2018     | 29       | 7     |
| Córdoba C. F.              | España        | 2018          | 2        | 0     |
| Real Valladolid C. F. "B"  | España        | 2018-2019     | 24       | 6     |
| Real Valladolid C. F.      | España        | 2019-2022     | 45       | 2     |
| Círculo de Brujas (cedido) | Bélgica       | 2021-2022     | 12       | 2     |
| C. D. Tenerife             | España        | 2022-2025     | 92       | 9     |
| AEK Larnaca                | Chipre        | 2025-         |          |       |
| Total carrera              | Total carrera | Total carrera | 270      | 30    |